# Alytidae
Alytidae é uma família de anfíbios da ordem Anura, inclui três géneros, Alytes, Discoglossus e Latonia. Popularmente alguns membros desta família são denominados de rãs-pintadas. O primeiro tem a forma de sapos e encontram-se principalmente em terra. O segundo tem a pele mais lisa e aspecto de rã, preferindo a água. Ambos são encontrados na Europa, Israel e noroeste de África.

## Taxonomia
- Género Alytes
  - Alytes cisternasii - Sapo-parteiro-ibérico
  - Alytes dickhilleni
  - Alytes muletensis
  - Alytes obstetricans - Sapo-parteiro
  - Alytes maurus
- Género Discoglossus
  - Discoglossus galganoi - Rã-de-focinho-pontiagudo
  - Discoglossus jeanneae
  - Discoglossus montalentii
  - Discoglossus pictus
  - Discoglossus sardus
- Gênero Latonia
  - Latonia nigriventer - Rã-pintada-da-palestina